# Завръщане в бъдещето
Завръщане в бъдещето (на английски: Back to the Future) е американски научнофантастичен филм от 1985 г., режисиран от Робърт Земекис и написан от него и Боб Гейл. Във филма участват Майкъл Джей Фокс, Кристофър Лойд, Лия Томпсън, Криспин Глоувър и Томас Ф. Уилсън. Действието се развива през 1985 г. и проследява Марти Макфлай (Фокс), тийнейджър, случайно изпратен обратно в 1955 г. в пътуващ във времето автомобил ДеЛореан, построен от ексцентричния му приятел учен Емет „Док“ Браун (Лойд), където той неволно пречи на бъдещите си родители да се влюбят – заплашвайки собственото си съществуване – и е принуден да ги помири и по някакъв начин да се върне в бъдещето.
Гейл и Земекис замислят идеята за Завръщане в бъдещето през 1980 г. Те отчаяно се нуждаят от успешен филм след множество съвместни неуспехи, но проектът е отхвърлян повече от четиридесет пъти от различни студиа, защото не е смятан за достатъчно привлекателен, за да се конкурира с успешните комедии от епохата. След успеха на Земекис с режисирането на Романс за камъка (1984) е сключена сделка за разработка с Юнивърсъл Пикчърс. Фокс е първият избор за ролята на Марти, но не е на разположение; вместо него е избран Ерик Столц. Малко след началото на основните снимки през ноември 1984 г., Земекис решава, че Столц не е подходящ за ролята и прави необходимите отстъпки, за да наеме Фокс, включително повторно заснемане на сцени, вече заснети със Столц, и добавяне на 4 милиона долара към бюджета. Завръщане в бъдещето е заснет във и около Калифорния и на снимачните площадки в Юнивърсъл и приключва през април на следващата година.
След изключително успешни тестови прожекции, датата на премиерата е изместена на 3 юли 1985 г., което дава на филма повече време в кината през най-натоварения период за кината през годината. Промяната води до забързан график за постпродукция и някои недоизпипани специални ефекти. Въпреки това, Завръщане в бъдещето жъне критичен и търговски успех, печелейки 381,1 милиона долара, за да се превърне в най-касовия филм на 1985 г. в световен мащаб. Критиците хвалят историята, хумора и актьорския състав, особено Фокс, Лойд, Томпсън и Глоувър. Филмът получава множество номинации за награди и печели награда Оскар, три награди Сатурн и награда Хюго. Тематична песен Силата на любовта от Хюи Луис енд дъ Нюз също жъне успех.
Оттогава Завръщане в бъдещето набира популярност и днес се смята от критиците и публиката за един от най-великите научнофантастични филми и сред най-добрите филми, правени някога. През 2007 г. Библиотеката на Конгреса избира филма за съхранение в Националния филмов регистър на САЩ. Филмът е последван от две продължения – Завръщане в бъдещето 2 (1989) и Завръщане в бъдещето 3 (1990). Подтикната от всеотдайната фенска аудитория на филма и влиянието му върху популярната култура, компания Юнивърсъл стартира мултимедиен франчайз, който включва видеоигри, атракциони в увеселителен парк, анимационен телевизионен сериал и сценичен мюзикъл. Непреходната му популярност води до множество книги за неговото производство, документални филми и реклами.

## Сюжет
Марти Макфлай е 17-годишен тийнейджър, живеещ в Хил Вали, Калифорния. Обикновено момче, любител китарист, и не понася да го наричат пъзльо. Като изключим приятелката му Дженифър, единственият му приятел е ученият и изобретател д-р Емет „Док“ Браун, смятан от повечето си съграждани за чудак, ако не и смахнат.
На сутринта на 25 октомври 1985 г. д-р Браун му се обажда и го моли да се срещнат в 1:15 през нощта. Същия ден, след училище, Марти и Дженифър са помолени да дадат дарение за възстановяване на градската часовникова кула, ударена преди 30 години от мълния, която е повредила часовника, и той е спрял да работи.
Когато се връща у дома, Марти вижда, че семейната им кола е смачкана, а безволевият му баща Джордж бива тормозен от шефа си Биф Танън, който е взел назаем и блъснал колата. На вечеря майка му Лорейн си припомня как е срещнала Джордж, когато баща ѝ го блъснал с колата си, докато стоял зазяпан по средата на пътя.
На срещата през нощта Док му показва ДеЛореан, който е преработил в машина на времето. Пред камерата на Марти Док обяснява, че колата е програмирана да се пренася в предварително зададено време, когато достигне 88 мили (около 140 км) в час, използвайки плутониев атомен реактор, за да получи необходимите за прехвърлянето 1.21 гигавата енергия. Като демонстрация как става управлението, Док въвежда на циферблата датата 5 ноември 1955 г. – денят, когато е изобретил флукс-кондензатора, който прави възможно пътуването във времето.
След това Док обявява, че смята да посети бъдещето. В този момент обаче се появяват с Фолксваген двама либийски националисти, от които той е откраднал плутония, и го застрелват. Марти побягва с ДеЛореана, и при опита си да избяга от националистите достига осемдесет и осем мили в час, и е прехвърлен в миналото.
Марти е принуден да изостави и скрие колата, и да отиде в градчето пеша. Там той открива в кое време е, и вижда как е изглеждало то. Среща баща си, тогава тийнейджър, все така тероризиран от Биф, който е училищният побойник. Марти последва Джордж, и го спасява от блъсване от колата на бащата на Лорейн, но самият той е блъснат, и Лорейн се влюбва в него. Смутен от поведението ѝ, което рязко контрастира с това от 1985, Марти отива да търси Док от 1955 г. След като успява да го убеди, че идва от бъдещето, Марти му показва заснетите кадри. Когато Док чува обяснението на по-старото си аз, обяснява на Марти, че плутоният е недостъпен през 1955 г., а единственият друг възможен източник на толкова много енергия е мълния, а тя няма как да бъде предсказана. Марти се сеща, че мълнията, която е повредила часовника, ще удари кулата му следващата събота; Док съставя план как да използва силата ѝ.
Док обаче разбира, че Марти е провалил срещата на родителите си. И тъй като Марти няма как да съществува, ако родителите му не се срещнат, той е под риск да бъде изтрит от съществуване във времето. След няколко провалени опита да ги срещне, Марти съставя план да разиграе сцена, в която Джордж спасява Лорейн от нахално поведение на самия Марти на училищна танцова забава. Когато неочаквано се появява Биф и напада Лорейн, Джордж успява да го повали с един удар, и да я защити. Лорейн и Джордж се връщат заедно на забавата, и се целуват, което подсигурява съществуването на Марти. През това време Док е свързал гръмоотвода на часовниковата кула към кабел, опънат над улицата между две лампи. Планът е Марти да мине с ДеЛореана, снабден с гръмоотвод, отдолу точно когато ще удари мълнията.
Преди Марти да тръгне, Док намира в джоба си писмо от него, което съдържа предупреждение за бъдещото му убийство. Скъсва писмото, без да го чете, тъй като предвижда опасността от това да научи бъдещето си. Марти пренастройва машината на времето да го върне десет минути по-рано, отколкото е тръгнал, за да има време да предупреди Док. При пристигането обаче колата угасва, и Марти закъснява да спаси Док. Ученият обаче се оказва жив – под дрехата си е скрил противокуршумна жилетка, предупреден от слепеното от парчета писмо. Обяснението му за промененото решение е: „Досетих се, че няма да е голяма работа.“
На следващата сутрин Марти открива, че семейството му се е променило. Лорейн вече не е досадна и консервативна, а Джордж е уверен в себе си. Биф е станал подмазващ се чистач на коли. Точно когато Дженифър и Марти се срещат, Док внезапно пристига от 2015 г., разтревожен от проблем около бъдещите деца на двамата. Марти и Дженифър се покатерват в колата, тя излита и отпътува към бъдещето.

## Актьорски състав
- Майкъл Джей Фокс – Марти Макфлай, ученик в гимназията и амбициозен музикант
- Кристофър Лойд – Емет „Док“ Браун, ексцентричен учен, експериментиращ с пътуване във времето
- Лия Томпсън – Лорейн Бейнс Макфлай, тийнейджърка през 1955 г., която се превръща в нещастна алкохоличка и майка на Марти
- Криспин Глоувър – Джордж Макфлай, зубрач-гимназист през 1955 г., който се превръща в страхливия и покорен баща на Марти
- Томас Ф. Уилсън – Биф Танън, побойник в гимнацията през 1955 г., превърнал се в шеф на Джордж през 1985 г.

В частта от Завръщане в бъдещето, развиваща се през 1985 г., участват Клаудия Уелс в ролята на приятелката на Марти – Дженифър Паркър, както и Марк Макклюр и Уенди Джо Спербър като братът и сестрата на Марти – Дейв и Линда Макфлай. Елса Рейвън изпълнява ролята на активистката, която събира подписи за запазване на часовниковата кула. Певецът Хюи Луис има кратка поява (камео) като съдия на конкурса „Битка на групите“. Ричард Л. Дуран и Джеф О'Хако изпълняват ролите на либийските терористи.
Актьорският състав от частта, развиваща се през 1955 г., включва Джордж Диченцо и Франсис Лий Маккейн като родителите на Лорейн – Сам и Стела Бейнс, и Джейсън Хърви като по-малкия ѝ брат Милтън. Бандата на Биф включва Джефри Джей Коен като Скинхед, Кейси Семашко като 3-D и Били Зейн като Мач. Норман Олдън играе собственика на кафенето – Лу, а Доналд Фълилав се появява като неговия служител (и бъдещ кмет) Голди Уилсън. Хари Уотърс-младши изпълнява ролята на братовчеда на Чък Бери – Марвин Бери; Уил Хеър играе Па Пийбоди; а Кортни Гейнс се превъплъщава в Диксън – младежа, който прекъсва танца на Джордж и Лорейн. Джеймс Толкан изпълнява ролята на директора на гимназията в Хил Вали – Стрикланд, и през 1955, и през 1985 г.

## Продукция

### Концепция и писане
Дългогодишните сътрудници Боб Гейл и Робърт Земекис измислят концепцията за Завръщане в бъдещето през 1980 г. Двамата искат да създадат филм за пътуване във времето, но се затрудняват при изграждането на удовлетворителен сюжет и са отчаяни от нуждата от успешен проект след критичните и комерсиалните неуспехи на последните си съвместни усилия с наставника на Земекис – Стивън Спилбърг.
След излизането на комедията Коли на старо (1980), Гейл посещава родителите си и попада на ученическия албум на баща си. Запитва се дали биха били приятели, ако бяха учили заедно. Не смята, че това е възможно, но осъзнава, че би могъл да тества теорията си, ако пътува назад във времето, когато той и родителите му са на една и съща възраст. Споделя идеята със Земекис, който си спомня, че детските истории на майка му често си противоречат.
Гейл и Земекис започват работа по чернова в края на 1980 г. Разиграват всяка сцена, за да усъвършенстват диалога и действията. Смятат, че повечето филми за пътуване във времето показват миналото като неизменно, докато те искат да демонстрират как то може да бъде променено и как тези промени влияят на бъдещето. В ранната версия професор Браун, пират на видеокасети, построява машина на времето, която изпраща младия му приятел Марти в 50-те години, където той случайно прекъсва първата среща на родителите си. През септември 1980 г. Гейл и Земекис представят идеята си на президента на Кълъмбия Пикчърс – Франк Прайс, който харесва Коли на старо и проявява интерес да работи с тях. Гейл си спомня как трябва да озапти ентусиазираното представяне на Земекис, за да не се разколебае Прайс. Двамата завършват първата чернова за Прайс на 21 февруари 1981 г., но той смята, че е необходима значителна преработка.
Някои ранни идеи отпадат. Първоначално действията на Марти в 1955 г. оказват много по-силно въздействие върху бъдещето, превръщайки 1985 г. в по-футуристично и напреднало общество, но всеки, който чете сценария, изразява несъгласие с тази идея. Бащата на Марти дори се превръща в боксьор като резултат от това, че поваля Биф с един удар. Машината на времето първоначално е стационарна и се мести с камион. Вдъхновени от документалния филм Атомното кафене (1982), Гейл и Земекис измислят сцена, в която изтощената машина на времето се захранва, като Марти я вкарва в ядрена експлозия, заедно с допълнителна съставка – Кока-Кола. Двамата черпят вдъхновение от истории за легендарни учени и решават създателят на машината на времето да е индивидуалист, а не безлична корпорация или държавна институция. Искат събитието, предизвикващо пътуването във времето, да бъде случайно, за да не изглежда, че героят търси лична изгода.
Хуморът в сценария идва от културния контраст между 1955 и 1985 г. – например, когато Марти влиза в закусвалня от 1955 г., облечен с дрехи от 1985 г., собственикът го пита дали е моряк, тъй като спасителната му жилетка прилича на спасителен пояс. Гейл и Земекис също изтъкват удобствата на 1985 г., които Марти е приемал за даденост, но които липсват в 1955 г. Въпреки това, писането се оказва предизвикателство, тъй като двамата са в 30-те си години и не се идентифицират особено с нито една от двете епохи. Вдъхновяват се от „всепроникващия американски“ стил на филмите на Франк Капра – с бели огради и преувеличени персонажи, подобни на Биф, Зоната на здрача, научнофантастични филми, както и книгите на Робърт Силвърбърг и Робърт Хайнлайн. Романтичната динамика между Лорейн от 1955 г. и бъдещия ѝ син Марти се оказва едно от най-трудните предизвикателства в писането. Гейл и Земекис се опитват да разгърнат концепцията докрай, за да поддържат напрежението у публиката. Според тях именно Лорейн трябва да прекрати връзката, като казва, че целувката с Марти се усеща като с брат ѝ. Гейл се шегува, че никой не пита откъде знае какво е да целунеш брат си, но публиката го приема, защото не иска тази връзка да се осъществи. Втората чернова е завършена на 7 април 1981 г.

### Разработка
Прайс не дава зелена светлина на втората чернова – въпреки че я харесва, не вярва, че ще се хареса на някой друг. Най-успешните комедии по това време – като Животинска къща (1978), Порки (1981) и Щури времена в Риджмънт Хай (1982) – съдържат сексуални и груби елементи; Завръщане в бъдещето изглежда прекалено „умерено“ в сравнение с тях. Проектът влиза в така наречения процес на преструктуриране, при който други студиа могат да закупят идеята. Сценарият е отхвърлян около четиридесет пъти, понякога по няколко пъти от едно и също студио. Като причини се посочват, че концепцията не е привлекателна за тогавашната бунтарска младеж, както и неуспехите на други филми за пътуване във времето като Последно отброяване (1980) и Бандити на времето (1981). Уолт Дисни Прадакшънс отказва проекта, тъй като намира сцените, в които Марти отблъсква сексуалните намеци на бъдещата си майка, за твърде рисковани за собствената си марка. Единственият поддръжник на проекта остава Спилбърг, но тъй като предишните им съвместни проекти не са особено успешни, Гейл и Земекис се страхуват, че още един неуспех ще ги представи като хора, които работят само благодарение на приятелството си с него.
Земекис приема следващото предложение – да режисира Романс за камъка (1984). Въпреки очакванията, филмът се оказва голям успех и носи на Земекис нужния авторитет, за да се върне към Завръщане в бъдещето. Той обаче не забравя отказите и обръща гръб на отхвърлилите проекта студиа, обръщайки се към Спилбърг, който междувременно основава собствената си продуцентска компания Амблин Ентъртейнмънт в Юнивърсъл Студиос – същото място, където Прайс вече работи. Спилбърг не харесва Прайс, тъй като той е отхвърлил Извънземното (1982), и настоява участието му в Завръщане в бъдещето да бъде минимално. Сидни Шайнбърг се намесва като изпълнителен директор, за да наблюдава инвестицията на студиото в проекта. Продуцентите от Амблин – Катлийн Кенеди и Франк Маршал – се присъединяват към Спилбърг като изпълнителни продуценти.
Въпреки това, правата върху Завръщане в бъдещето остават в Кълъмбия Пикчърс. Наследникът на Прайс в Кълъмбия – Гай Макълуейн – разработва сатира на ноар филма Двойна застраховка (1944), собственост на Юнивърсъл, със заглавие Големи проблеми (1986). Поради прекалени сходства между филмите, Кълъмбия рискува нарушаване на авторски права. Преди началото на продукцията, Макълуейн иска от Прайс правата върху Двойна застраховка, а в замяна му прехвърля правата върху Завръщане в бъдещето.
Шайнбърг предлага промени във филма, включително смяна на заглавието на Космическият човек от Плутон, смятайки, че Завръщане в бъдещето няма да резонира с публиката. Гейл и Земекис не знаят как да отхвърлят идеите му, без да го ядосат. Спилбърг се намесва и изпраща на Шайнбърг бележка: „Здрасти, Сид! Благодаря за най-забавната ти бележка – всички много се смяхме, пращай още такива“. Спилбърг знае, че Шайнбърг ще се засрами да признае, че е сериозен. По-късно Шайнбърг нарича тази история „пълна глупост“. Освен това настоява да се смени името на майката на Марти – от Мег на Лорейн – в чест на съпругата си Лорейн Гари, както и да се промени името на професора от „Браун“ на „Док Браун“, тъй като звучи по-достъпно. Третата чернова е завършена през юли 1984 г. Продължителната разработка дава възможност на Гейл и Земекис да усъвършенстват шегите в сценария, особено онези, които вече са изглеждали остарели след 1980 г. Шегата, че бившият актьор Роналд Рейгън става президент на САЩ, остава, особено след преизбирането му през 1984 г.

### Кастинг
Майкъл Джей Фокс е първият избор за ролята на Марти Макфлай. Гейл и Земекис смятат, че неговото чувство за ритъм и комичен тайминг в ситкома Семейни връзки (1982–1989), където играе изтънчения Алекс П. Кийтън, може да се пренесе в непохватността на Марти. Спилбърг моли продуцента на сериала, Гари Дейвид Голдбърг, да даде на Фокс сценария. Голдбърг обаче отказва, притеснен, че отсъствието на Фокс ще навреди на успеха на сериала, особено тъй като Мередит Бакстър е в отпуск по майчинство. Обмислят се и други млади актьори – Джон Кюсак, С. Томас Хауъл, Джони Деп, Ралф Мачио, Чарли Шийн, Джон Крайър, Бен Стилър, Питър Де Луис, Били Зейн, Джордж Нюбърн, Робърт Дауни Джуниър, Кристофър Колет, Матю Модийн и Кори Харт (който отказва да се яви на кастинг). Хауъл води в подбора, но Шайнбърг настоява за Ерик Столц, впечатлен от изпълнението му в ранна прожекция на драмата Маска (1985). С наближаването на снимките, Земекис избира Столц. Шайнбърг обещава, че ако Столц не се справи, ще презаснемат филма. Името на героя произлиза от асистента на продукцията на Коли на старо — Марти Казела. Земекис предлага фамилията Макфлай, защото звучи „типично американска“.
За ролята на Док Браун са разглеждани Джеф Голдблум, Джон Литгоу, Дъдли Мур, Рон Силвър, Робин Уилямс, Джон Клийз, Манди Патинкин, Джийн Хекман, Джеймс Уудс и Марк Мазърсбо. Продуцентът Нийл Кантън предлага Литгоу, с когото вече е работил заедно с Кристофър Лойд по Приключенията на Букаро Банзай (1984). Литгоу обаче е ангажиран и ролята се предлага на Лойд. Първоначално Лойд се колебае, но приятел го насърчава да приеме. Разрошената бяла коса на Док е вдъхновена от Алберт Айнщайн и диригента Леополд Стоковски. Лойд заема прегърбена стойка, за да намали ръста си от 185 см и да се доближи до този на Фокс (165 см).
Екипът забелязва Лия Томпсън, докато проучва участието на Столц в комедийната драма Дивият живот (1984). Криспин Глоувър включва свои лични маниери в изграждането на образа на Джордж Макфлай. Гейл описва изпълнението му като „лудост“, а Земекис — според съобщения — е недоволен от актьорските му решения и го инструктира да бъде по-сдържан в сцените с по-възрастния Джордж. Глоувър губи гласа си по време на снимките и по-късно дублира някои реплики. За ролята на Биф Танен са разглеждани Де Луис, Зейн, Тим Робинс и Дж. Дж. Коен. Коен не изглежда достатъчно заплашително до Столц и ролята отива при Томас Ф. Уилсън — неговият дебют в главна роля. Зейн и Коен все пак са включени във филма — като помощниците на Биф, Мач и Скинхед. Името на Танен произлиза от Нед Танен — ръководител в Юнивърсъл Студиос, който се държи грубо с Гейл и Земекис.
Мелора Хардин е избрана за ролята на Дженифър Паркър с договор за два филма. След смяната на Столц, екипът е анкетиран дали е проблем, че Хардин е по-висока от Фокс; женската част от екипа категорично гласува, че Марти не бива да е по-нисък от приятелката си. Хардин е заменена от Клаудия Уелс, която преди това отказва ролята заради ангажимент към краткотрайния сериал От рафта (1984). Разглеждани са също актрисите Кира Седжуик и Джил Шоулън; Шоулън получава отказ с аргумента, че изглежда твърде „екзотично“ и не достатъчно „типично американски“. Домашният любимец на Док Браун — кучето Айнщайн — първоначално е написан като шимпанзе на име Шемп. Шайнбърг настоява, че филми с шимпанзета никога не се представят добре в боксофиса. Джеймс Толкан е първият избор за ролята на директора Стрикланд, след като Земекис го вижда в криминалната драма Принцът на града (1981). Певецът и автор на песни Хюи Луис, който допринася към саундтрака, се появява в камео като съдия в конкурса. Той се съгласява да участва при условие, че няма да бъде кредитиран и че ще носи дегизировка. Гейл също прави камео — като ръката в радиационен костюм, която чука по дисплея на времето в ДеЛореан.

### Заснемане със Столц
Основните снимки на Завръщане в бъдещето започват на 26 ноември 1984 г. с бюджет около 14 милиона долара и план за 14 седмици снимане. Заснемането е предимно в Юнивърсъл Студиос и Калифорния. Монтажът протича паралелно заедно със снимките. След преглед на кадрите в края на 1984 г. Земекис и екипът установяват, че актьорът Ерик Столц не пасва за ролята на Марти Макфлай – играе твърде сериозно, а не с необходимата комедийна енергия. Столц остава в ролята до 10 януари 1985 г., когато е уволнен. До тогава е заснел ключови сцени, което забавя снимките с 34 дни и увеличава бюджета с около 4 милиона долара. Майкъл Джей Фокс е привлечен за ролята и се присъединява в началото на 1985 г., без да е чел сценария. Юнивърсъл полага усилия да смекчи негативната публичност около смяната на главния актьор.

### Заснемане с Фокс
Майкъл Джей Фокс започва снимки на 15 януари 1985 г. През деня работи по Семейни връзки, а вечер по Завръщане в бъдещето, често спи само няколко часа и понякога дори е носен до леглото от шофьорите. Това продължава до април, когато сериалът приключва. Според Гейл младостта на Фокс му помага да издържи на натоварването, а самият актьор казва, че е било изтощително, но си е струвало. С напредване на продукцията Фокс се справя енергично пред камера, но трудно остава буден извън сцените. Импровизира реплики, когато забравя текста, и веднъж дори обърква реквизит от двата сета. Учи се да имитира свирене на китара и изпълнява скейтборд трикове с помощ от професионалисти.
Поради натоварения му график, някои сцени с Марти се заснемат без него и неговите кадри се добавят по-късно. Презаснемането позволява подобрения – например сцената с часовниците заменя оригинална сцена в училище. Заради разликата във височината между Столц и Фокс се променят някои сцени, като тази, в която Марти учи Джордж да удря. След смяната на актьора атмосферата на снимачната площадка се подобрява значително. Фокс обядва с екипа, за разлика от Столц, който се изолира.
Снимачните локации са основно в района на Лос Анджелис. Часовниковата кула се намира в Юнивърсъл Студиос (Юнивърсъл Сити). Художественият ръководител настоява да се ползват студийни декори за по-лесно пресъздаване на атмосферата от 1955 г. Училището Хил Вали е гимназията Уитър; домът на Марти е в Арлета; а къщите на героите от 1955 г. – в Пасадина. Външната част на дома на Док е къщата на Гембъл, интериорите – в дома на Блейкър. Молът Туин Пайнс е всъщност мол Пуенте Хил; сцените с ранчото са заснети в Голдън Оук. Балът е сниман в мазето на Холивудска обединена методистка църква, а сцените с пътуването към съда – в Грифит Парк.
Снимките завършват след 107 дни – на 26 април 1985 г., с последни кадри на Марти и кучето Айнщайн в ДеЛореан.

### Постпродукция
Артър Ф. Репола работи като ръководител на постпродукцията, но поема и множество допълнителни отговорности – включително бюджети, сторибордове и решаване на проблеми – тъй като продуцентите Кенеди и Маршал са ангажирани с други филми. Монтажистът Артър Шмид среща трудности, тъй като трябва да си представя къде ще бъдат добавени специалните ефекти, без възможност за повторен монтаж поради ограничения във времето и бюджета.
Груба версия на филма се сглобява за пробна прожекция в кино Сенчъри 22 в Сан Хосе, Калифорния, през май 1985 г., само три седмици след края на снимките. Публиката не реагира особено на встъпителната част, но се ангажира, след като се появява ДеЛореанът. При друга прожекция в Лонг Бийч, Калифорния, 94% от зрителите заявяват, че биха препоръчали филма, а 99% го оценяват като много добър или отличен. Според Гейл част от публиката погрешно смята, че кучето на Док, Айнщайн, е убито при експеримента с пътуване във времето. Но при сцената в кафенето, където Марти вижда баща си, аудиторията „разбира“ концепцията. След вътрешна прожекция за Юнивърсъл в кино „Алфред Хичкок“, президентът Сид Шайнбърг остава толкова впечатлен, че измества премиерната дата на 3 юли 1985 г., за да осигури по-дълго екранно време през летния сезон. Това решение намалява срокът за постпродукция до девет седмици, а Земикис прекарва по-голямата част от юни в интензивна работа по завършването на филма.
Сред изрязаните сцени са: Док, който разглежда брой на Плейбой и коментира, че бъдещето изглежда по-добро; сцена, в която Джордж от 1985 г. е принуден да купи голямо количество фъстъчен крокан от момиче; Джордж, затворен в телефонна кабина от съперник; както и съкратена версия на сцената, в която Марти се представя за Дарт Вейдър. Съществува спор дали кадър с ръката на Ерик Столц остава във филма, но според Гейл това не може да се установи без проверка на оригиналния негатив, което би било рисково. Финалната версия с дължина 116 минути е завършена на 23 юни 1985 г. Юнивърсъл Студиос публикува цяла страница реклама във Върайъти, благодари на екипа по постпродукцията за завършената работа в срок. Финалният бюджет възлиза на 19 милиона долара.

## Български дублаж
| Озвучаващи артисти  | Петя Миладинова Силвия Русинова Даниела Сладунова Александър Воронов Димитър Иванчев Георги Георгиев-Гого |
| Тонрежисьор         | Стефан Дучев                                                                                              |
| Режисьор на дублажа | Димитър Кръстев                                                                                           |

### Медиа Линк
| Озвучаващи артисти  | Мина Костова Мими Йорданова Александър Воронов Христо Узунов Петър Бонев |
| Преводач            | Ивайла Радулова                                                          |
| Тонрежисьор         | Емил Енев                                                                |
| Режисьор на дублажа | Милена Манчева                                                           |

## Филми от поредицата за „Завръщане в бъдещето“
Поредицата „Завръщане в бъдещето“ включва 3 филма:
- „Завръщане в бъдещето“ (1985)
- „Завръщане в бъдещето 2“ (1989)
- „Завръщане в бъдещето 3“ (1990)